# Aviación general

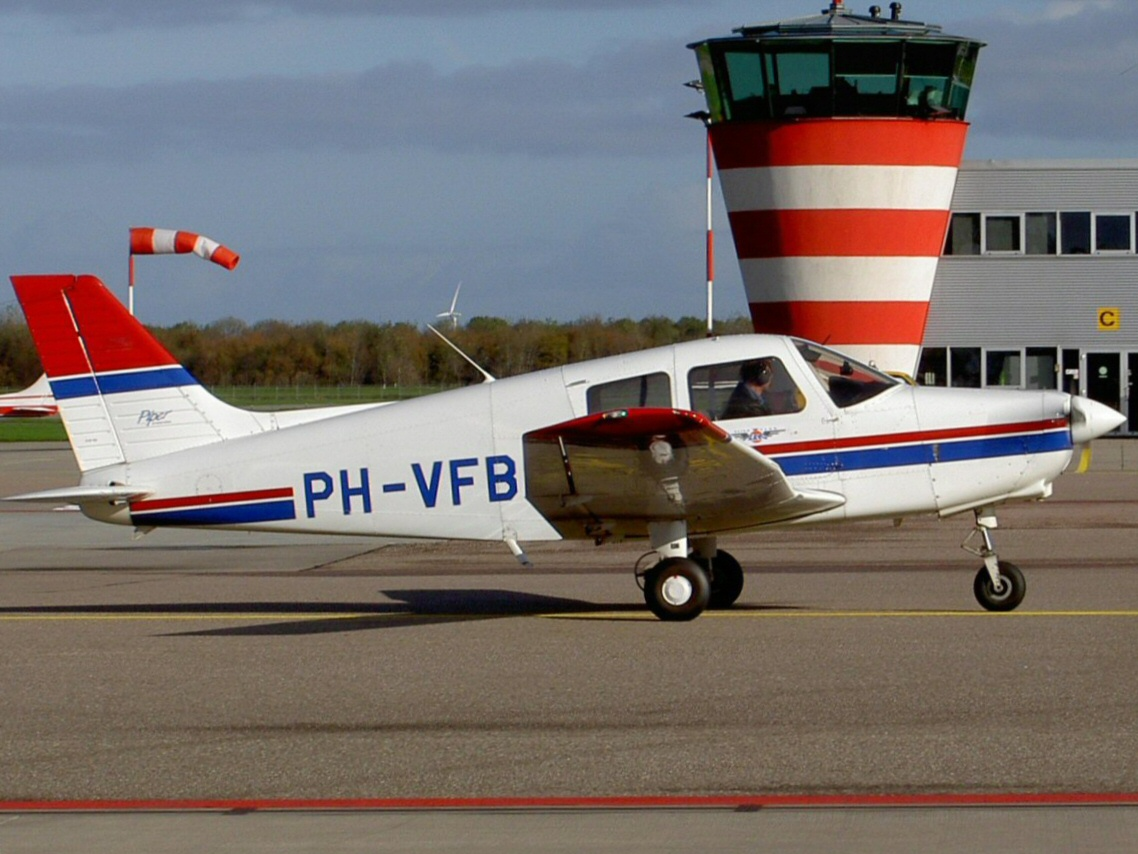
Los llamados aviones privados pertenecen a la aviación general.

La aviación general es una de las dos categorías de la aviación civil. La aviación general se refiere a todos los vuelos que no están comprendidos en la aviación comercial de transporte regular o no regular.
Los vuelos de aviación general van desde planeadores, ultraligeros  y paramotores hasta vuelos de cargueros de itinerario no regular. Como resultado, la mayoría de los vuelos del mundo caen en esta categoría y la mayoría de los aeropuertos del mundo atienden únicamente a la aviación general.
La aviación general comprende una larga lista de usos, como la aviación deportiva, ultraligera (o ultraliviana), particular, corporativa, carga no regular, ambulancia aérea, escuelas de aviación, talleres de aviación, industria aeronáutica, fotografía aérea, de rescate, de extinción de fuegos, para la agricultura, entre otros.

## Por país
En los Estados Unidos existen aproximadamente 17.300 aeropuertos públicos, de los cuales no más de trescientos aeropuertos poseen servicio de control de tránsito aéreo local; solo 600 aeropuertos son operados por aviación comercial de transporte regular, los restantes sirven exclusivamente a la aviación general. De acuerdo con la Asociación de Pilotos y Dueños de Aeronaves (AOPA) de Estados Unidos, la aviación general provee más del 1 por ciento del PIB de Estados Unidos, generando 1,3 millones de empleos en servicios profesionales y manufactura. En Colombia la aviación general representa el 75% de la aviación civil.